# ツナグデザイン・ウロボロス
ウロボロスとは、日本の企業であるznug design（ツナグデザイン）がデザインしオートスタッフ末広が開発・製造・販売したトライクである。

## 概要
2009年に根津孝太が代表取締役を務めるznug design（ツナグデザイン）がデザインし、カスタムショップのオートスタッフ末広が開発製造販売を行った。マシンの企画・設計はオートスタッフ末広が行った。
乗車定員は2名。車体は操縦、制動、懸架装置付き一体型リバーストライクフレームを自社制作し、車体重量は390Kg（乾燥重量）となっている。エンジンはFZR1000の1000ccを搭載している。スペックや価格は仕様により異なる。免許は普通自動車免許が必要となる。
ハンドルは通常のオートバイと同じバーハンドルで右前輪ブレーキ、左クラッチ、ペダルも左チェンジ、右後輪ブレーキとなっている。オートバイやトライクとは異なり体をコーナーに内側に傾け重心をかけるハングオンやリーンが使えない。ヘルメットは不要だが、オートスタッフ末広では着用を推奨している。